# Anni 630
Gli anni 630 sono il decennio che comprende gli anni dal 630 al 639 inclusi.

## Eventi, invenzioni e scoperte

### Europa

#### Regno Franco
- 632: Morte di Cariberto II. Sale al trono di Aquitania il figlio di soli due anni, Chilperico, che però viene fatto uccidere da Dagoberto I, che diventa re di tutti i Franchi. L'Aquitania diventa un ducato, con Boggio, presunto fratello di Chilperico, come primo duca.
- 632-633: Il Regno Franco subisce diverse incursioni da parte dei Venedi, delle popolazioni slave che abitavano i confini di Germania ed Austria.
- 639: Morte di Dagoberto I. Il Regno Franco viene nuovamente diviso in Regno di Austrasia, che va a Sigeberto III, e Regno di Neustria e Borgogna, che va a Clodoveo II.

#### Regno Longobardo

Divisione della Penisola Italiana sotto il regno di Rotari.

- 636: Morte di Arioaldo. Rotari, duca di Brescia, diventa re dei longobardi.

#### Impero romano d'Oriente
- 635: Damasco viene assediata.

- 20 agosto 636: Sulle rive del fiume Yarmuk, un affluente del Giordano a sud del lago di Tiberiade, inizia una sanguinosa battaglia che si risolse in una netta vittoria degli Arabi.
- 637: Tentativo fallito di usurpazione di Costantinopoli.

#### Regno dei Visigoti
- 631: Sisenando, governatore della provincia Narbonense, nel sud della Gallia, organizza una congiura che pone fine al regno di Suintila. Alla guida di un esercito di Franchi, arriva sino a Saragozza, diventando re dei visigoti.
- 636: Morte di Sisenando. Diventa re Chintila.
- 639: Morte di Chintila. Diventa re Tulga.

### Asia

#### Penisola Arabica

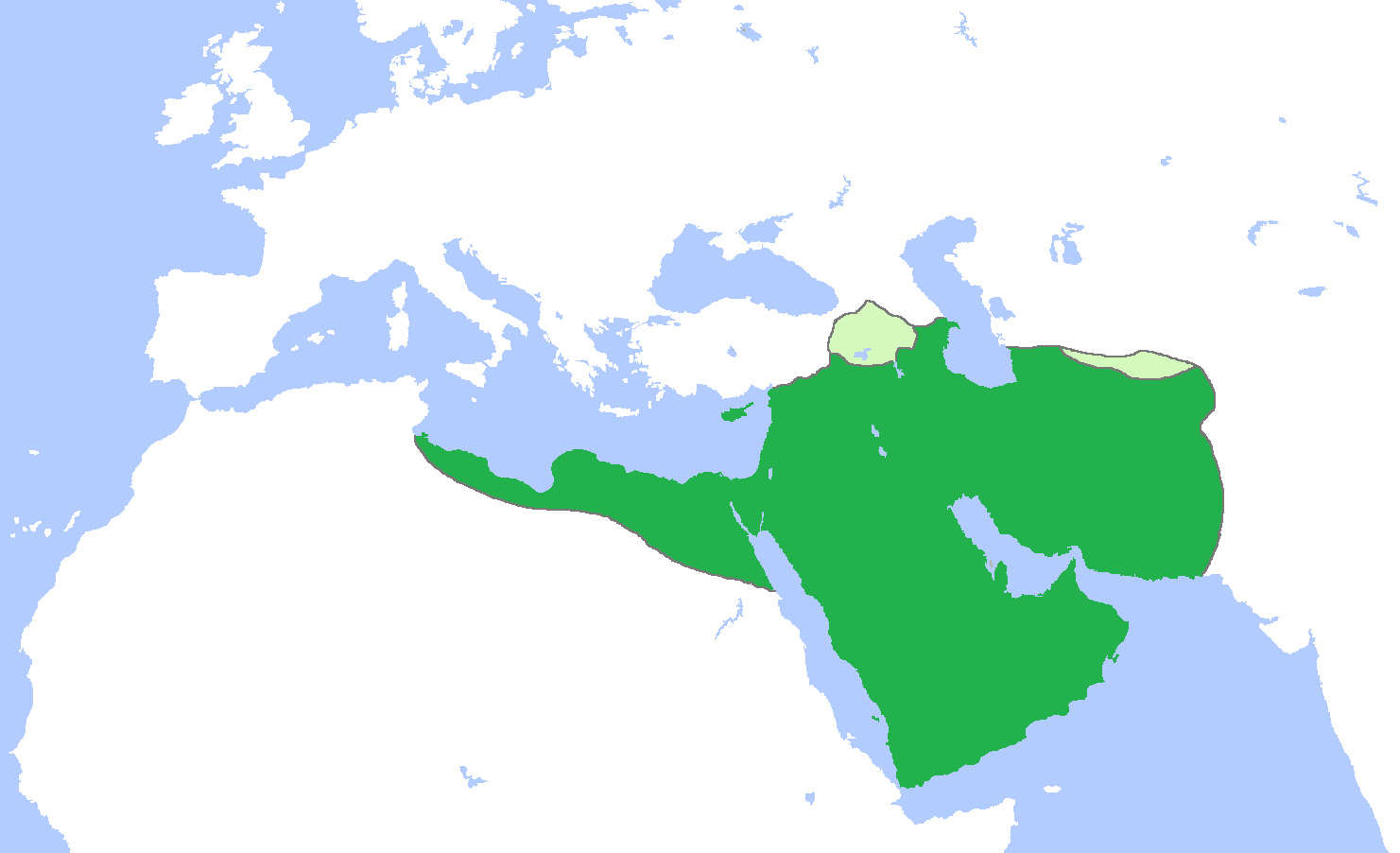
Territori del Califfato dei Rashidun

- 630: Maometto marcia su La Mecca e la conquista, per poi far passare sotto il suo controllo anche tutto il resto del Hegiaz e, dopo la sua vittoria a Ḥunayn anche Khaybar, Tabūk e Fadak.
- 632 - Nascita del Califfato: Morte di Maometto.Abū Bakr viene incoronato suo successore. Nasce il Califfato dei Rashidun.
- 633: Inizia l'invasione araba dell'Impero Sasanide.
- 634: Il Califfato dei Rashidun attacca la Siria Romana.
- 638: Conquista della Palestina.

### Altro

#### Religione
- 12 ottobre 638: Morte di Papa Onorio I. Diventa papa Severino.

## Personaggi
- Rotari, re dei longobardi
- Eraclio I, imperatore bizantino
- Maometto, fondatore dell'Islam
- Abū Bakr, primo califfo del Califfato dei Rashidun